# 228029 MANIAC
أم أي أن آي أي سي (ويعرف أيضًا باسم 228029 أم أي أن آي أي سي وفق تسمية الكوكب الصغير) (بالإنجليزية: MANIAC)‏ هو كويكب ضمن حزام الكويكبات؛ وترتيبه 228029 من حيث الاكتشاف.
اكتُشف هذا الجُرم الفلكي بواسطة Juan Lacruz ‏ في 2 أبريل 2008.

## وصلات خارجية
- 228029 MANIAC في قاعدة بيانات مختبر الدفع النفاث لأجرام النظام الشمسي الصغيرة

- الاكتشاف · مخطط المدار ·  العناصر المدارية · المعلمات المادية

- 228029 MANIAC على موقع ويكي سكاي: DSS2, SDSS, GALEX, IRAS, Hydrogen α, X-Ray, Astrophoto, Sky Map, Articles and images